# Universidad de Soochow
Universidad de Soochow, en chino simplificado 东吴大学, es una universidad privada en Taipéi, Taiwán. La Universidad de Soochow mantiene una iglesia y un ministro metodista en residencia, aunque puede considerarse una institución secular. La universidad se destaca por sus estudios en derecho comparado y contabilidad.

## Historia
La Universidad de Soochow original fue fundada por metodistas en Suzhou, Jiangsu, dinastía Qing en 1900 como una fusión de tres instituciones: el instituto Buffington y la escuela Kung Hang en la ciudad de Soochow (ahora deletreado Suzhou), en la provincia de Jiangsu, y el colegio Anglo-Chino de Shanghái.
Después de la guerra civil china, los miembros de la asociación de antiguos alumnos de Soochow que huyeron a Taiwán establecieron una nueva institución allí en 1951. Se abrió una facultad de derecho en 1954 y se certificó una universidad completa en 1971.
Mientras tanto, en Suzhou, la universidad original se fusionó con la facultad de cultura y educación del sur de Jiangsu y el departamento de matemáticas y física de la Universidad de Jiangnan para formar la Facultad de profesores de Jiangsu en 1952, que revivió el nombre de Universidad de Soochow en 1982. Sin embargo, aunque los nombres en inglés son idénticos, el de Suzhou usa el nombre chino 蘇州 (Soochow), no el original 東吳 (Tung-wu).
El campus alberga la tumba del destacado político y diplomático chino Wang Ch'unghui, quien huyó a Taiwán después del establecimiento de la República Popular China en 1949.
En 2014, la asociación de intercambio Japón-Taiwán incluyó a la Universidad de Soochow como una de las siete universidades taiwanesas más reconocidas.

## Publicaciones
En 1981, apareció en la Universidad de Soochow la primera revista creada en conjunto y completamente fundada por estudiantes, llamada Xu Ai. Los estudiantes expresaron opiniones políticas en cuanto a la sociedad contemporánea, pero la revista fue rápidamente prohibida por el fuerte elogio de la universidad.
Sin embargo, al año siguiente, los estudiantes de política publicaron otra revista crítica, la Revista Política Mensual de la Universidad de Soochow. Fue prohibida al publicar un anuncio de Shen Geng, diciendo que era una revista controlada por el Partido Nacionalista Chino.
El 9 de septiembre de 1982, la conferencia académica del departamento político organizó una auditoría para estudiantes de segundo año sobre el Ayuntamiento de Taipei. Pero el profesor principal Huang Erxuan fue acusado de conducir un grupo de estudiantes al consejo para escuchar la interpolación producida por el senador del partido externo y fue despedido al año siguiente.

### Clasificación
Universidad de Soochow
- QS_Asia = 551-600
- QS_Asia_year = 2024
- QS_Asia_ref = [10]

## Consorcio universitario de Taiwán
La Universidad de Soochow es miembro del consorcio de universidades excelentes de Taiwán (ELECT), que es una organización dedicada a la cooperación y al intercambio de recursos entre escuelas. Las doce universidades sindicales que integran el consorcio se fundaron durante medio siglo, cada una con sus propias fortalezas que cubren campos profesionales de ciencia y tecnología, comercio, agronomía, medicina, medios, derecho, educación, arte y diseño, etc. Estas escuelas permiten a los estudiantes tener múltiples opciones, aprendizaje entre diferentes campos y un desarrollo adaptativo más amplio para su educación.

## Instalaciones

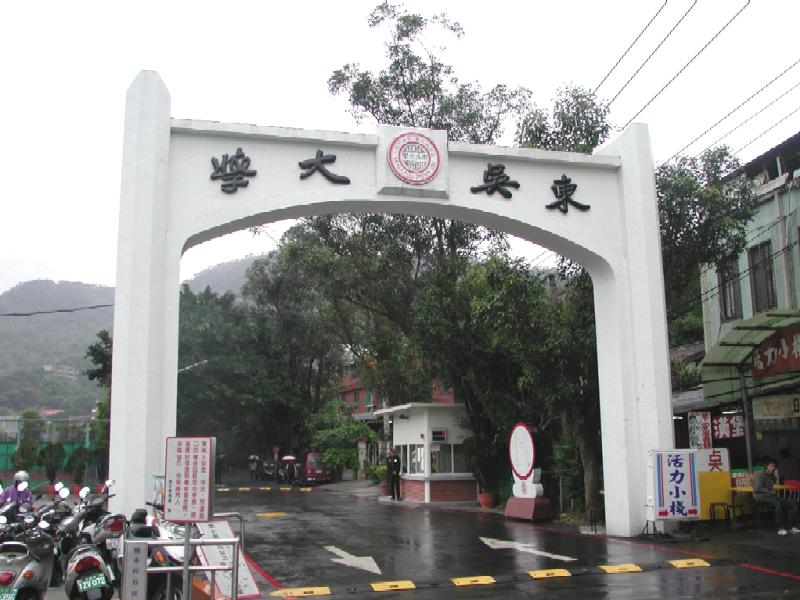
Entrada principal del campus principal

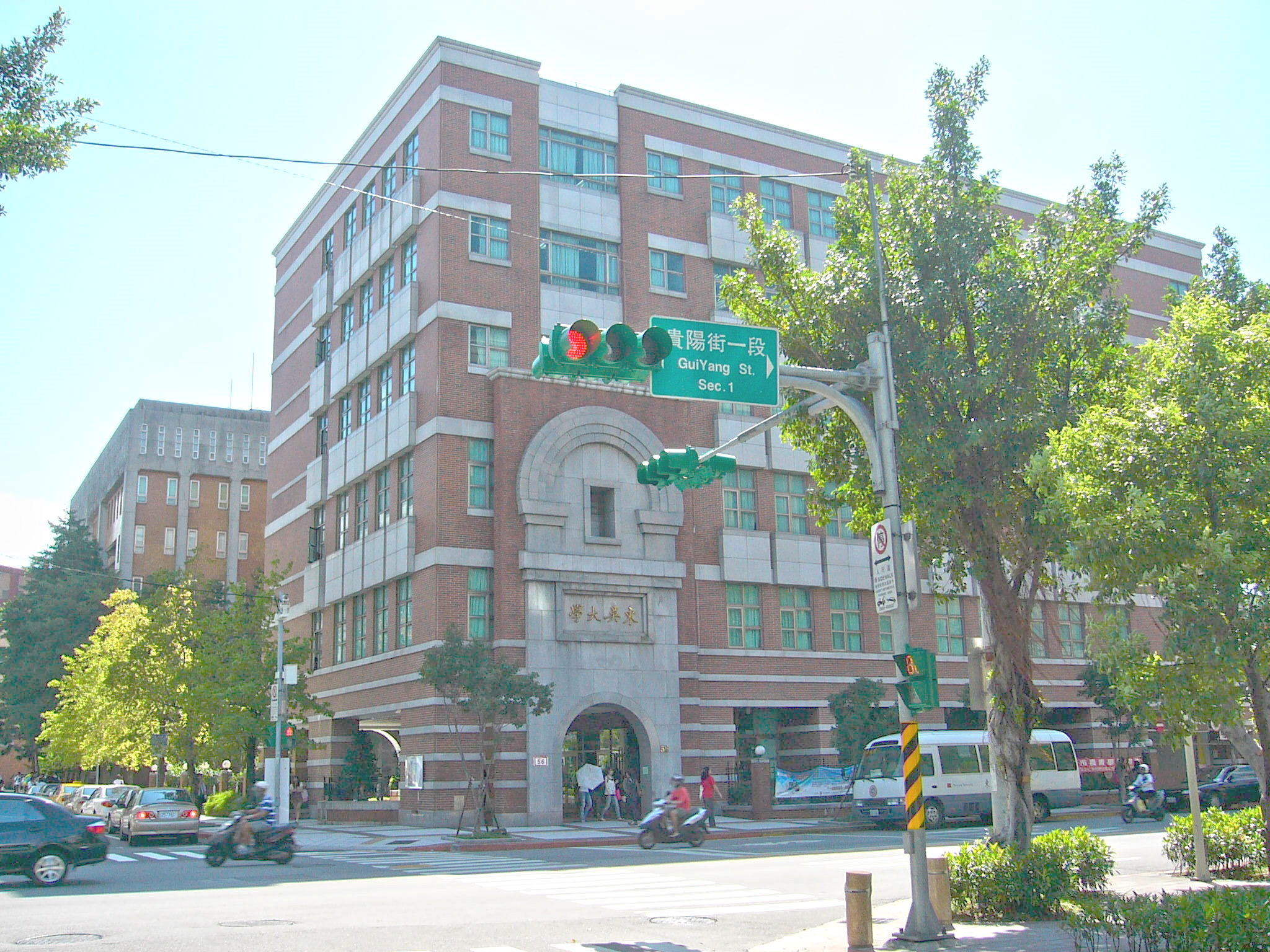
Entrada principal al campus del centro

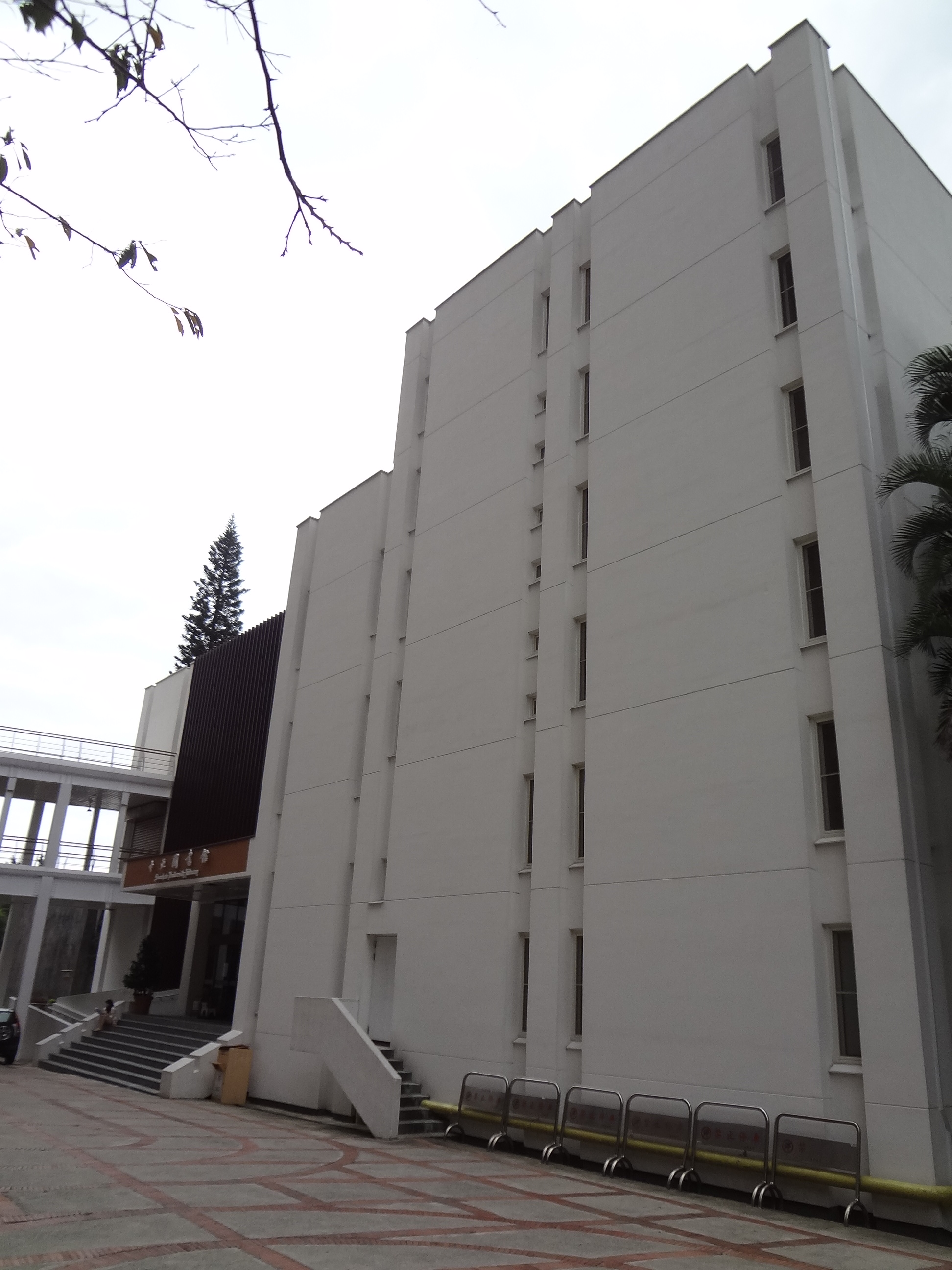
Biblioteca del campus de Zhongzheng

La Universidad de Soochow en Taiwán tiene dos sucursales: una ubicada en el centro, cerca de la oficina presidencial de la República de China (ROC) en el distrito Zhongzheng de Taipéi y el campus principal cerca del Museo del Palacio Nacional en el distrito Shilin de Taipéi. Las facultades de derecho y negocios están en el campus del centro. Todas las demás universidades están ubicadas en el campus principal.

### Campus de Shilin
El campus de Shilin se encuentra en el terreno montañoso del distrito de Shilin.

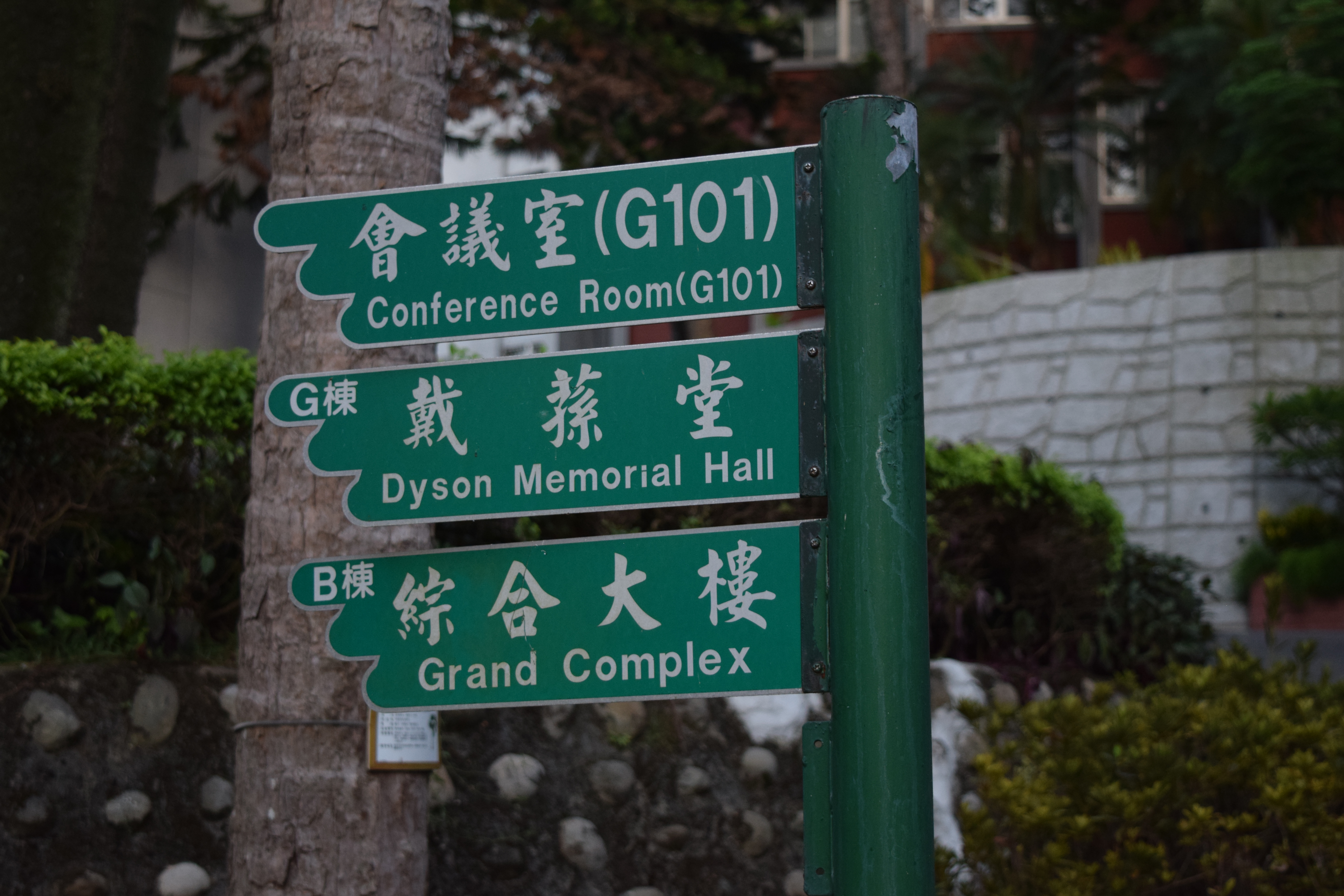
El campus de Shilin está marcado con letreros en chino e inglés.

Las viviendas para profesores y estudiantes están disponibles en el campus principal, aunque no pueden satisfacer la demanda. Hay tres dormitorios para estudiantes femeninas y dos dormitorios para estudiantes masculinos con una ocupación total de 1.500. Otros muchos estudiantes, que no residen en el campus, viajan al campus en autobús y en metro.

### Campus Centro
El campus del centro se encuentra en el distrito de Zhongzheng.

## Organización
La primera universidad privada de Taiwán está dirigida por un presidente y un consejo de administración. La Universidad de Soochow está dividida en seis escuelas o colegios, cada uno con una variedad de departamentos:

### Escuela de Artes y Ciencias Sociales
- Departamento de Literatura China
- Departamento de Historia
- Departamento de Filosofía
- Departamento de Ciencias Políticas
- Departamento de Sociología
- Departamento de Trabajo Social
- Departamento de Música
- Centro de Formación Docente

### Escuela de Lengua y Cultura Extranjeras
- Departamento de Lengua y Literatura Inglesas
- Departamento de Lengua y Literatura Japonesas
- Departamento de Lengua y Literatura Alemanas
- Centro de lenguaje

### Escuela de ciencias
- Departamento de Matemáticas
- Departamento de Física
- Departamento de Química
- Departamento de Microbiología
- Departamento de Psicología

### Escuela de Negocios
- Departamento de Economía
- Departamento de contabilidad
- Departamento de Administración de Negocios
- Departamento de Negocios Internacionales
- Departamento de Informática y Ciencias de la Información
- Programa de Pregrado en Negocios

## Deportes
Los deportes juegan un papel importante en la vida del campus. El campus del centro tiene canchas de tenis y baloncesto. El campus principal tiene canchas de baloncesto cubiertas y al aire libre, canchas de tenis, una pista de carreras, un mini muro de escalada y un campo que se usa para softbol y fútbol. Cada año, la universidad organiza dos importantes eventos deportivos para estudiantes.
Gran parte de las instalaciones deportivas del campus principal se encuentran en terrenos que son propiedad del gobierno de la ciudad de Taipéi y no de la universidad. El gobierno de la ciudad ha considerado recuperar el terreno para construir una autopista, pero ha decidido dar marcha atrás con este proyecto.

## Clubs
La universidad cuenta con 183 clubes o sociedades de estudiantes, como la asociación para la investigación de la Diplomacia (SCU ADR ).

## Tradiciones

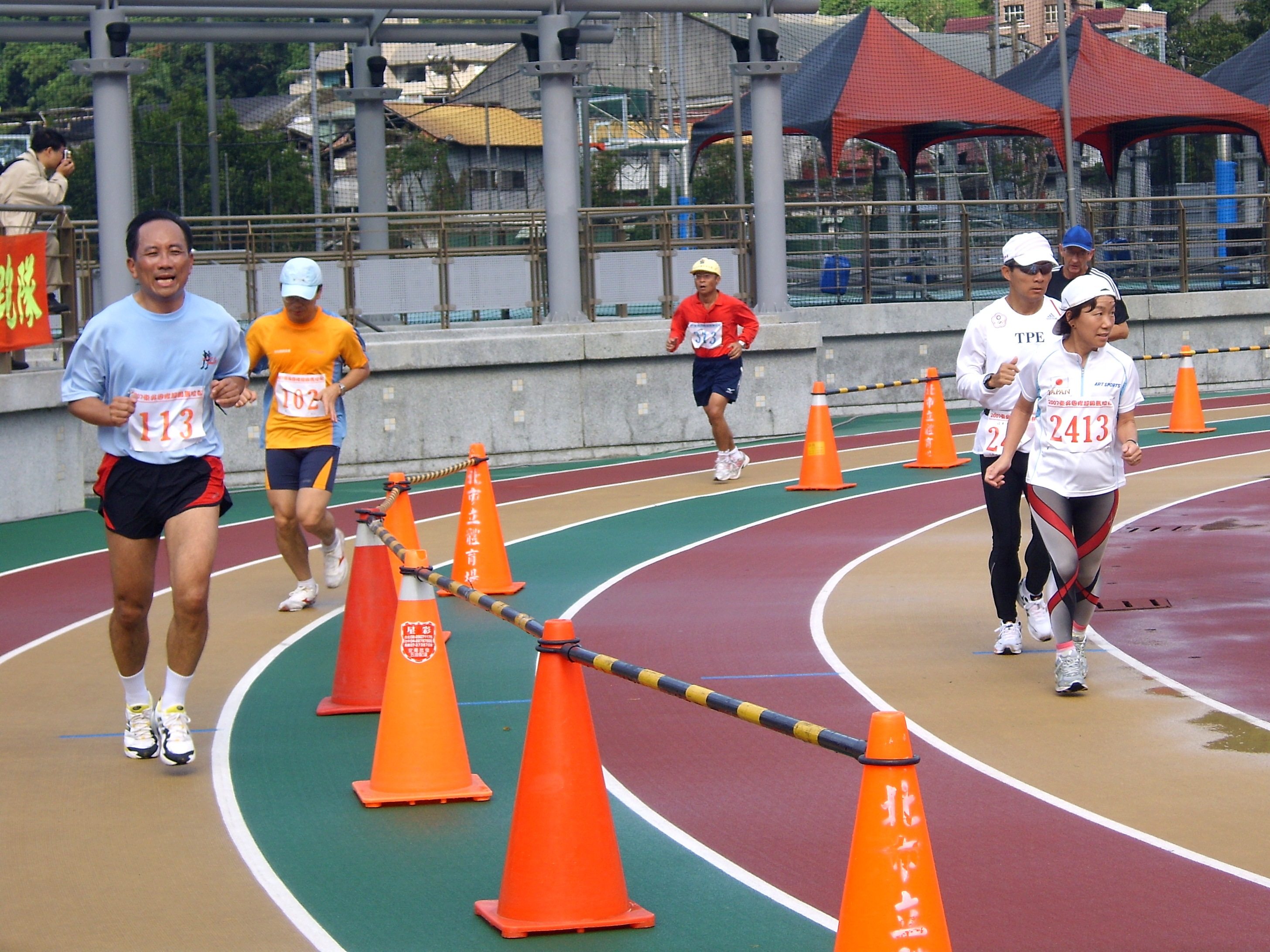
La ultramaratón

- Ultramaratón Internacional de 24 horas : Corredores de varios países, estudiantes, profesores y celebridades como Ryoichi Sekiya y Mami Kudo participan en este evento anual. Solo muy pocos de los concursantes se aventuran a correr durante toda la maratón. Los baños portátiles se instalan cerca de la pista de carreras con uno o dos baños reservados para ciertos corredores de renombre internacional. Algunos espectadores montan tiendas de campaña cerca de la pista y acampan toda la noche viendo la maratón.
- Campus Christmas Carol : Los estudiantes del departamento de música visitan los complejos de apartamentos residenciales de la facultad y cantan villancicos en Nochebuena. Tener gente cantando villancicos en el vecindario es algo raro en Taiwán, ya que los cristianos constituyen una pequeña minoría de la población.

## Presidentes de escuelas
- zh (1901–1911)
- John W. Cline (1911–1922)
- Walter B. Nance (1922–1927)
- zh (1927–1949)
- zh (1951–1952)
- Shih Jiyan (1952–1954)
- Chen Ting-ruei (1954–1955)
- zh (1955–1957)
- zh (1957–1968)
- zh (1968–1969)
- zh (1969–1983)
- Edward Yang (1983–1992)
- Winston Chang (1992–1996)
- zh (1996–2004)
- Liu Chao-shiuan (2004–2008)
- Huang Chen-tai (2008–2011)
- Pan Wei-ta (since 2012)